# Ilia Choumov
Ilia Stepanovitch Choumov est un joueur d'échecs et un problémiste russe né le 16 juin 1819 à Arkhangelsk et mort en juillet 1881 à Sébastopol.
Il fut officier de la marine russe pendant dix-huit ans jusqu'en 1847 puis il s'installa à Saint-Pétersbourg où il travailla au ministère de la marine russe. Il fut invité au tournoi d'échecs de Londres 1851 mais arriva en retard au tournoi.
Ilia Choumov disputa de nombreux matchs contre les meilleurs joueurs russes. Il battit Carl Jaenisch en 1854 (7 à 5) et perdit des matchs contre Sergueï Ouroussov en 1853, 1854 et 1859, Ignatz von Kolisch en 1862, Szymon Winawer en 1875.
Il composa près de deux cents problèmes d'échecs.